# Shorty Templeman
Clark Templeman (12 de agosto de 1919 – 24 de agosto de 1962) foi um automobilista norte-americano que esteve em oito (seis) 500 Milhas de Indianápolis, (seis (quatro) quando a prova fazia parte do calendário da Fórmula 1 de 1950 até 1960): 1955, 1956 (não se qualificou), 1957, 1958, 1959 (não se qualificou), 1960, 1961 e 1962. Seu melhor resultado foi o 4º lugar em 1961.